# أناكساندريداس الأول
أناكساندريداس الأول (باليونانية: Ἀναξανδρίδας) هو الملك العاشر لأسبرطة من سلالة يوريبونتيد، وابن ثيوبومبوس خلفه زيوكسيداموس.

## وصلات خارجية
- مولر، كارل أوتفريد تاريخ وآثار السلالة الدوريون. (باللغة الإنجليزية)